# يونغ تشينغ كونغ
يونغ تشينغ كونغ (بالصينية: 楊正光) هو لاعب كرة قدم ومدرب كرة قدم صيني في مركز الوسط، ولد في 7 مايو 1976 في هونغ كونغ في الصين. شارك مع منتخب هونغ كونغ لكرة القدم. أما مع النوادي، فقد لعب مع نادي إيسترن سبورتس ونادي جنوب الصين ونادي كيتشي.